# شهرستان بایلا
شهرستان بایلا یک منطقهٔ مسکونی در سومالی است که در باری (سومالی) واقع شده‌است.